# عملية الإزالة (علم الأدوية)

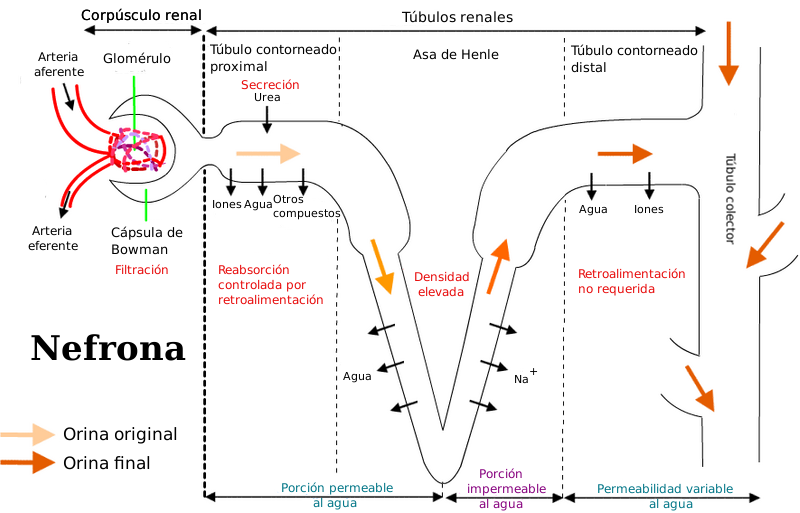

في علم الأدوية، تُفهم عملية إزالة الدواء خارج الجسم على أنها أي واحدة من ضمن عدد من العمليات التي يقوم بها جسم الكائن الحي للتخلص من الدواء سواء بإخراجه بنفس الصيغة الكيميائية دون تغيير أو في شكل جُزيئي مُعدل كنتيجة لعملية الأيض. تُعتبر الكلى عضو الطرد الرئيسي على الرغم من وجود العديد من الأعضاء الأخرى مثل الجلد، الكبد، الرئة أو التراكيب الغدية مثل الغدد الدمعية والغدد اللعابية. يستخدم كل عضو أو تركيب طرقًا معينة لطرد الدواء وبقايا عملية الأيض خارج الجسم، تُسمى هذه العملية بمسارات الإزالة أو الطرد ومنها:
- البول
- الدموع
- العرق
- اللعاب
- التنفس
- اللبن
- البراز
- العصارة الصفراوية

تُفرز الأدوية من الكُبيبة الكلوية عن طريق الترشيح الكُبيبي أو الإفراز الأنبوبي النشط مُتبعة نفس خطوات وآليات نواتج عملية الأيض المتوسطة. على الرغم من أن الأدوية تُرشح من خلال الكُبيبات إلا أنها تمر أيضًا على عملية إعادة الامتصاص النشط. يُزيل الترشيح الكُبيبي فقط الأدوية ونواتج عملية الأيض غير المُرتبطة مع البروتينات الموجودة في بلازما الدم (جزيئات حرة)، وتُفرز العديد من الأنواع الأخرى من الأدوية (مثل الأحماض العضوية) بشكل نشط. في النُّبيبُ المُلفّف القاصي والداني، يُعاد امتصاص الأحماض غير المتأينة والقواعد الضعيفة بشكل نشط أو سلبي. تُفرز الأحماض الضعيفة عندما يُصبح السائل الأنبوبي عالي القلوية، وفي هذه الحالة تقل إعادة الامتصاص السلبي، بينما يحدث العكس بالقواعد الضعيفة. تستخدم العلاجات المُضادة للتسمم هذه الآلية لزيادة طرد السموم عن طريق زيادة قلوية البول ما يسبب زيادة في إدرار البول القسري وبالتالي يُحفّز إفراز الأحماض الضعيفة بدلًا من إعادة امتصاصها. عندما يتأين الحمض، لا يُمكن أن يمر عبر الغشاء البلازمي عائدًا إلى مجرى الدم، وبدلًا من ذلك، يُفرز مع البول، كما أن لتحمُّض البول نفس التأثير على الأدوية ضعيفة القاعدية.
في بعض الحالات الأخرى، تتحد الأدوية مع العصارات الصفراوية وتدخل إلى الأمعاء. في الأمعاء، ينضم الدواء إلى الجزء غير المُمتص من الجرعة المُتناولة ثُم يُفرز مع البراز أو رُبما يخضع لعملية إعادة امتصاص ليُفرز في نهاية المطاف من خلال الكلى.
تُعتبر مسارات الإزالة الأخرى أقل أهمية في عملية التخلص من الأدوية، باستثناء بعض الحالات الخاصة جدًا، مثل طرد الكحول أو الغازات المُخدرة الأخرى عن طريق الجهاز التنفسي. تُعتبر حالة اللبن لدى المرأة ذات أهمية خاصة لأن الكبد والكلى لدى الأطفال حديثي الولادة لا يُمكنهما القيام بكامل وظائفهما نسبيًا ما يُزيد من حساسيتهما إلى التأثيرات السامة للأدوية. لهذا السبب، من المهم معرفة ما إذا كان يجب طرد وإزالة الأدوية من جسد الأم في حالة الرضاعة لتجنب هذا الموقف أم لا.

## علامات الحرائك الدوائية لعملية الطرد
تدرس الحرائك الدوائيّة أسلوب وسرعة إزالة وطرد الأدوية ونواتج عملية الأيض من خلال أعضاء الإفراغ (الطرد) المُختلفة. تتناسب عملية الطرد هذه مع تركيزات العقار في بلازما الدم. لتصنيف هذه العمليات، يجب تقديم تعريف عملي لبعض المفاهيم المُرتبطة بعملية الطرد.

### عُمر النصف للدواء
عُمرالنصف للدواء بالبلازما أو عُمر النصف للطرد هو الوقت اللازم للتخلص من 50% من الجرعة المُمتصة في الكائن الحي. أو بعبارة أخرى، هي الوقت الذي يستغرقه تركيز العقار في البلازما ليقل لنصف أقصى مستوياته.

### الإزالة أو التصفية
يُمثل الفرق في تركيز الدواء في الدم الشرياني (قبل دورانه حول الجسم) والدم الوريدي (بعد مروره خلال أعضاء الجسم) كمية الدواء التي أزالها الجسم أو تخلص منها. على الرغم من أن عملية التصفية تشمل أعضاء أخرى غير الكلى، إلا أنها تُرادف تقريبًا التصفية الكلوية. يُمكن التعبير عن عملية التصفية بالحجم الكلي للبلازما الذي يخلو من العقار (يُصفّى من العقار) في وحدة الزمن، ويُقاس بوحدات الحجم لكل وحدة زمنية. يُمكن تصنيف عملية التصفية إلى التصفية على مستوى كامل الكائن الحي (التصفية الجهازية) أو التصفية على مستوى الأعضاء (مثل التصفية الكبدية أو التصفية الكلوية). يُمكن وصف هذه العملية من خلال المعادلة التالية:
{\displaystyle CL_{o}=Q\cdot {\frac {(C_{A}-C_{V})}{C_{A}}}}
حيث:
- CL: مُعدل التصفية في العضو.
- CA: تركيز الدواء في بلازما الدم الشرياني.
- CV: تركيز الدواء في بلازما الدم الوريدي.
- Q: مُعدل تدفق الدم في العضو.

## الحالة الثابتة أو المُستقرة
تتحقق الحالة الثابتة أو التركيز المُستقر عندما يكون إمداد الدواء إلى بلازما الدم يساوي مُعدل إزالته من البلازما. من الضروري حساب هذه التركيزات لتحديد الفترات الزمنية اللازمة بين الجرعات وتحديد كمية وتركيز المواد الفعالة التي تحتويها كل جرعة في العلاجات طويلة الأمد.